# (35742) 1999 GD29
1999 GD29 (asteroide 35742) é um asteroide da cintura principal. Possui uma excentricidade de 0.15308050 e uma inclinação de 6.81099º.
Este asteroide foi descoberto no dia 7 de abril de 1999 por LINEAR em Socorro.